# Esogeologia

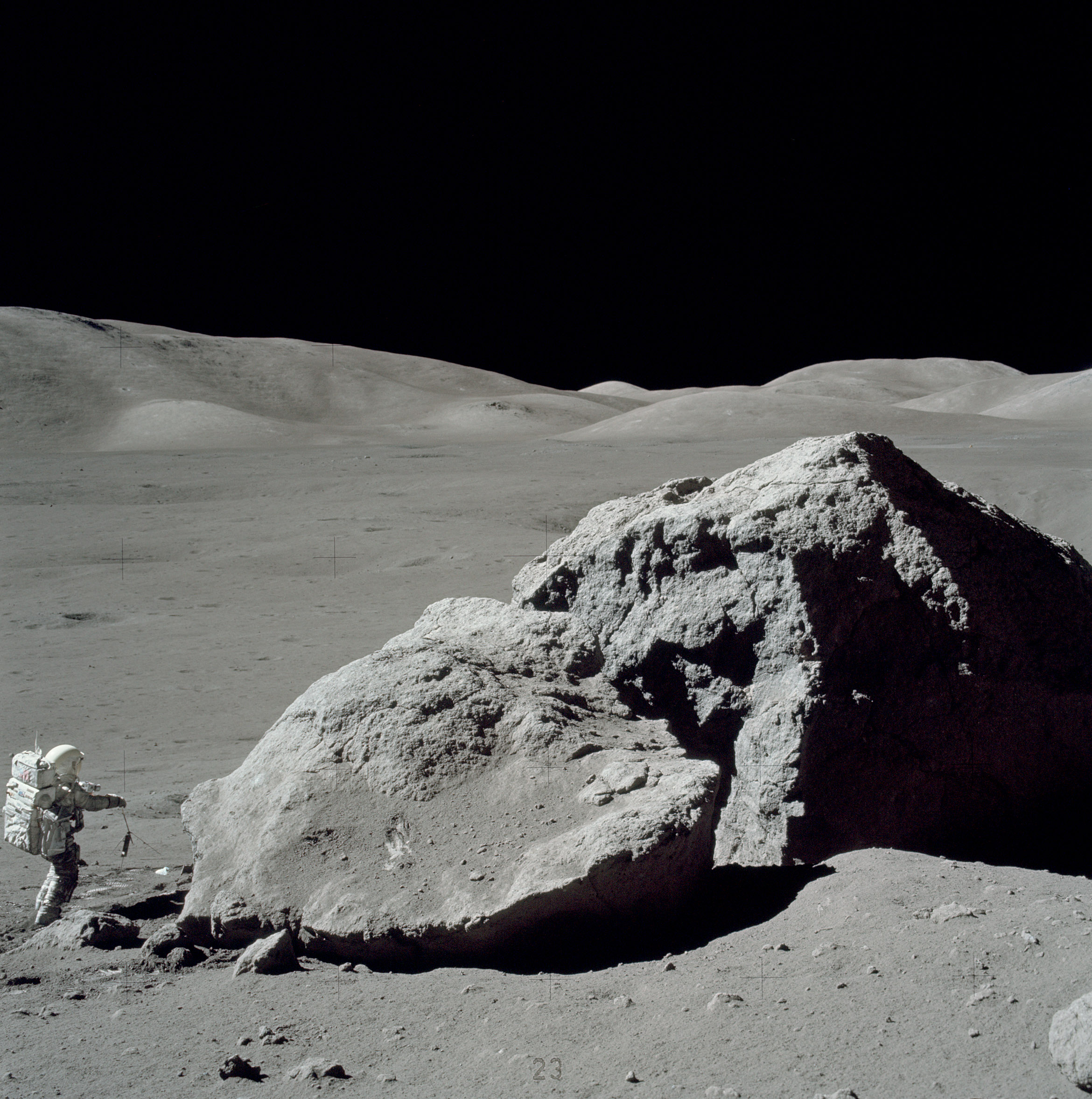
L'astronauta e geologo Harrison "Jack" Schmitt ripreso mentre raccoglie campioni lunari durante la missione Apollo 17 all'inizio del dicembre 1972.

L'esogeologia (o geologia planetaria, o astrogeologia) è un ramo della geologia, che studia la composizione, la formazione e l'evoluzione geologica dei corpi celesti: i pianeti e le loro lune, asteroidi, comete e meteoriti.
Anche se il prefisso "geo" tradizionalmente si riferisce ad argomenti relativi alla nostra Terra, lo studio delle caratteristiche geologiche di altri corpi celesti ha mantenuto la dizione per ragioni storiche e di semplicità di utilizzo; le indagini scientifiche infatti riprendono quelle svolte dalla tradizionale geologia terrestre. Le analisi si concentrano sulla composizione, struttura, processi e storia dei corpi celesti.

## Storia
Agli inizi degli anni 1960, il geologo americano Eugene Shoemaker ha introdotto questa disciplina scientifica nel Servizio Geologico degli Stati Uniti e apportato numerosi contributi nello studio dei crateri di impatto, della Luna, degli asteroidi e delle comete. Uno straordinario contributo a questo ramo della geologia fu dato dal geologo Edward C. T. Chao, i cui studi risultarono fondamentali nella comprensione della formazione e classificazione delle tectiti. Fu proprio Chao a scoprire, presso il Meteor Crater, per la prima volta, la stishovite, un polimorfo da alta pressione del quarzo, caratteristico esclusivamente dei siti di impatto meteoritico.
Questa disciplina utilizza le tecniche della geomorfologia ed in particolare del telerilevamento per studiare e caratterizzare la superficie dei pianeti. Lo studio teorico degli strati più interni dei pianeti è invece basato su metodi di carattere geofisico, geochimico, fisico o astronomico. Fondamentali invece, nella comprensione della composizione ed evoluzione chimica dei corpi celesti sono, in particolare, la mineralogia, la petrografia e la geochimica.

## Strumenti
Gli strumenti inizialmente utilizzati nello studio della geologia planetari erano inizialmente quelli classici impiegati anche sulla Terra, come martelli, palette, piccozze e simili. Assieme a questi, adesso si utilizzano tecniche più avanzate e perforazioni meccaniche condotte da macchinari automatici in grado di recuperare e analizzare autonomamente il terreno e il suolo.
Gli studiosi si avvalgono anche di immagini e mappe riprese dai grandi telescopi terrestri e da quelli orbitanti come il telescopio spaziale Hubble. Le mappe permettono di individuare importanti caratteristiche geologiche come montagne, gole, crateri e evidenze di antichi flussi di liquidi.

## Terminologia
L'Unione Astronomica Internazionale per riferirsi alle conformazioni geologiche e ad altre caratteristiche notevoli della superficie dei corpi celesti, ha codificato l'uso di precisi termini per la maggior parte in latino:
- Ampia struttura anulare
- Arcus
- Caratteristica di albedo
- Catena
- Cavus
- Centro eruttivo
- Chaos
- Chasma
- Collis
- Corona
- Crater
- Dorsum
- Facula
- Farrum
- Flexus
- Fluctus
- Flumen
- Fossa
- Fretum
- Insula
- Labes
- Labyrinthus
- Lacuna
- Lacus
- Lenticula
- Linea
- Lingula
- Lobus
- Macula
- Mare
- Mensa
- Mons
- Oceanus
- Palus
- Patera
- Planitia
- Planum
- Plume
- Promontorium
- Regio
- Rima
- Rupes
- Saxum
- Scopulus
- Serpens
- Sinus
- Statio
- Sulcus
- Terra
- Tessera
- Tholus
- Unda
- Vallis
- Vastitas
- Virga